# Placówka Straży Granicznej w Gdyni
Placówka Straży Granicznej w Gdyni – graniczna jednostka organizacyjna polskiej straży granicznej realizująca zadania w ochronie granicy państwowej.

## Terytorialny zasięg działania
Brzegiem Zatoki Gdańskiej na odcinku Gdynia (m.p.) .
Linia rozgraniczenia:
1. z placówką Straży Granicznej w Gdańsku: granicami Gdynia (m.p.) i gminy Żukowo oraz Sopot (m.p.), Gdańsk (m.p.) i gminy Kolbudy[1] .
2. z Kaszubskim Dywizjonem Straży Granicznej w Gdańsku: wzdłuż brzegu morza terytorialnego na odcinku Gdynia (m.p.) z wyłączeniem terytorialnego zasięgu działania dodatkowego lotniczego przejścia granicznego Gdynia - Kosakowo[1] .
3. z placówką Straży Granicznej we Władysławowie: granicami gmin: Szemud, Wejherowo, Rumia i Kosakowo oraz Żukowo i Gdynia (m.p.) z wyłączeniem terytorialnego zasięgu działania dodatkowego lotniczego przejścia granicznego Gdynia – Kosakowo.

Poza strefą nadgraniczną obejmuje powiaty: chojnicki, kościerski, z powiatu kartuskiego gminy: Chmielno, Kartuzy, Przodkowo, Sierakowice, Somonino, Stężyca, Sulęczyno .

## Przejścia graniczne
- morskie przejście graniczne Gdynia[2]

## Komendanci placówki
- ppłk SG Sławomir Majstrowicz (był w 2012)[3]
- ppłk SG Wiesław Wręczycki (był w 2015)[2]